# بيت سليم (المخادر)

تعديل مصدري - تعديل

بيت سليم هي إحدى قرى عزلة بضعة بمديرية المخادر التابعة لمحافظة إب، بلغ تعداد سكانها 204 نسمة حسب تعداد اليمن لعام 2004.